# Bundesweiter Wettbewerb Physik

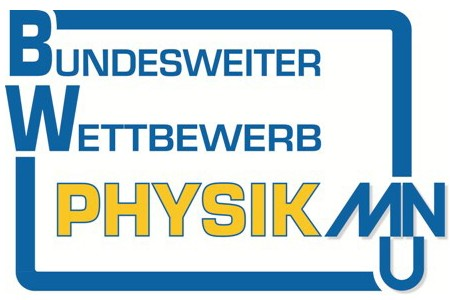
Logo des Bundesweiten Wettbewerbs Physik

Der Bundesweite Wettbewerb Physik (bis 2013 Bundeswettbewerb Physik) ist ein Schülerwettbewerb, der seit 1994 ausgerichtet wird und frühzeitig das Interesse der Schülerinnen und Schüler für physikalische Sachverhalte wecken soll. Der Wettbewerb wird getragen vom Deutschen Verein zur Förderung des mathematischen und naturwissenschaftlichen Unterrichts (MNU) und finanziell unterstützt von der Deutschen Physikalischen Gesellschaft. Der Bundesweite Wettbewerb Physik ist anerkanntes Mitglied der Arbeitsgemeinschaft bundesweiter Schülerwettbewerbe.

## Ziele des Wettbewerbs
Der Bundesweite Wettbewerb Physik soll das Interesse für die Vielseitigkeit der Physik wecken und möglichst viele Schüler für diese Naturwissenschaft begeistern. Physiktalente aus der Sekundarstufe I sollen gefördert und gefordert werden. Damit ist der Wettbewerb ein schulergänzendes Instrument zur Begabungsentwicklung und Begabtenförderung. 

Über experimentell-anschauliche Problemstellungen werden Schüler dazu angeregt, physikalische Gesetzmäßigkeiten in den Sachverhalten der Aufgaben zu erkennen oder problembezogen anzuwenden. Es sind ggf. Versuche zu planen, durchzuführen und auszuwerten, sowie sachbezogene Dokumentationen im Stile eines Protokolls zu erstellen.

## Aufgaben
Es gibt Aufgabensätze für zwei Altersstufen mit jeweils drei zu bearbeitenden Aufgaben: 
- Die Aufgaben der „Juniorstufe“ sollen Schüler der Jahrgangsstufen 5 bis einschließlich 8 dazu anregen, sich frühzeitig anschaulich-experimentell an der Lösung physikalischer Fragestellungen zu versuchen. In den Aufgaben wird kein physikalisches Grundwissen vorausgesetzt. Mathematische Bearbeitungen sind auf elementarem Niveau, die Durchführung theoretisch mathematischer Lösungen wird nicht angestrebt.

- Die Aufgaben für „Fortgeschrittene“ richten sich an alle Schüler der Sekundarstufe I. Die Aufgaben haben ein höheres Anspruchsniveau und erfordern eine dezidierte Anwendung physikalischer Gesetze und mathematischer Mittel in Analyse und Lösung.

## Ablauf des Wettbewerbs
- 1. Runde: Schüler erhalten die Aufgaben von ihren Physiklehrern und können einen 1., 2. oder 3. Preis oder eine Anerkennung erringen. Die Preisträger erhalten eine Urkunde über ihre erfolgreiche Teilnahme.

- 2. Runde: Erfolgreiche Schüler der 1. Runde erhalten von ihren Physiklehrern Aufgaben der 2. Runde. In der 2. Runde können keine Gruppenarbeiten berücksichtigt werden.

- Bundesrunde: Die erfolgreichsten Teilnehmer an der 2. Runde werden zur Bundesrunde persönlich eingeladen, die in der zweiten Hälfte eines Schuljahres stattfindet.

## Anforderungen an die Aufgabenlösungen
- Berechnungen und Herleitungen sind nachvollziehbar aufgeschrieben.
- Das Ergebnis ist verbal formuliert und ggf. anschaulich ergänzt.
- Bezugnahme zu korrespondierenden, allgemein bekannten Phänomenen ist ggf. hergestellt.

## Erlaubte Hilfsmittel
- Die Messungen bei experimentellen Aufgaben erfordern im Allgemeinen keine Labortechnik. Für die benötigten physikalischen Größen sind in den meisten Fällen haushaltsübliche Messmittel ausreichend.
- Die Anwendung von physikbezogenen Apps für Smartphones ist gestattet.
- Iterative Verfahren sind in beiden Stufen anwendbar.
- Computeralgebrasysteme sowie Geometriesoftware dürfen verwendet werden.